# Kees Schuyt
Cornelis Johannes Maria (Kees) Schuyt (Leidschendam, 11 januari 1943) is een Nederlands socioloog, jurist en columnist.
Schuyt, zoon van een tuinder, volgde het gymnasium aan het Haagse Aloysius College en studeerde sociologie en rechten in Leiden, Oslo en Berkeley en specialiseerde zich in de combinatie van beide: de rechtssociologie. In 1972 promoveerde hij in Leiden bij Jan Glastra van Loon op het proefschrift Recht, orde en burgerlijke ongehoorzaamheid. Later publiceerde hij onder andere over de verzorgingsstaat, de reclassering en de filosofie van de sociale wetenschappen. Schuyt was van 1972 tot 1980 hoogleraar Rechtssociologie aan de Katholieke Universiteit Nijmegen, van 1980 tot 1990 hoogleraar Empirische Sociologie aan de Universiteit Leiden en was van 1990 tot 2007 hoogleraar Sociologie aan de Universiteit van Amsterdam.
Daarnaast was Schuyt van 1983 tot 1988 en van 1998 tot 2004 lid van de Wetenschappelijke Raad voor het Regeringsbeleid (WRR). In 2004 kreeg zijn rapport over normen en waarden veel publiciteit. Begin 2005 werd Schuyt lid van de Raad van State, een functie die hij in 2013 neerlegde wegens het bereiken van de 70-jarige leeftijd.
Kees Schuyt had van 1989 tot eind 2004 een tweewekelijkse column in de Volkskrant. Hij bekleedde in het jaar 2006-2007 de Cleveringaleerstoel met als leeropdracht ‘Recht en conflict: groepstegenstellingen en groepsconflicten in de hedendaagse samenleving'. De Cleveringaleerstoel is een wisselleerstoel; ieder academisch jaar wordt een nieuwe hoogleraar benoemd die zich bezighoudt met vraagstukken van recht, vrijheid en verantwoordelijkheid.
In juli 2010 werd Kees Schuyt benoemd tot lid van de raad van toezicht van de Universiteit Leiden.
Schuyt was voorzitter van de KNAW-commissie die in september 2012 het rapport over wetenschappelijke integriteit publiceerde: Zorgvuldig en integer omgaan met wetenschappelijke onderzoeksgegevens.

## Publicaties (selectie)
- Kees Schuyt: Begrensde tolerantie: over verdraagzaamheid, onverdraagzaamheid en het ondraaglijke. Amsterdam, Boom 2023. ISBN 9789024432400
- Kees Schuyt: R.P. Cleveringa. Recht, onrecht en de vlam der gerechtigheid. Amsterdam, Boom, 2019. ISBN 9789024409082
- Kees Schuyt: Spinoza en de vreugde van het inzicht. Persoonlijke en politieke vrijheid in een stabiele democratie. Amsterdam, Uitgeverij Balans, 2017. ISBN 978-94-6003-406-0
- Kees Schuyt: Tussen fout en fraude. Integriteit en oneerlijk gedrag in het wetenschappelijk onderzoek. Leiden, Leiden University Press, 2014. ISBN 978-90-8728-223-3
- Kees Schuyt: Universitair verzet (1940-1945), maatschappelijk verzet en de waarde van de wetenschap: een drieluik. (Koningsbergerlezing 2011, Utrecht). Den Haag, Boom Lemma uitgevers, 2012. ISBN 978-90-5931-914-1
- Zorgvuldig en integer omgaan met wetenschappelijke onderzoeksgegevens. Adviescommissie Onderzoeksgegevens in de Wetenschap, voorzitter Kees Schuyt ; voorw. Hans Clevers. Amsterdam, KNAW, 2012. Geen ISBN.
- Kees Schuyt: Het spoor terug; W.H. Nagel / J.B. Charles, 1910-1983. Uitgeverij Balans, Amsterdam, 2010. ISBN 9789460032400
- Kees Schuyt: Over het recht om 'wij' te zeggen. Amsterdam University Press, 2009. ISBN 978-90-8964-166-3
- Kees Schuyt: Waar is de gemeenschap gebleven?. Delft, 2008. ISBN 9789059722453
- Kees Schuyt: Democratische deugden; groepstegenstellingen en sociale integratie. (Cleveringa-oratie 2006). Leiden University Press, ISBN 978-90-8728-006-2
- Bijdragen aan normen en waarden (red.: P.T. de Beer & C.J.M. Schuyt). (WRR-verkenning, 2). Amsterdam, 2004. ISBN 90-5356-660-0 (Digitale versie)
- C.J.M. Schuyt: Rechtvaardigheid en effectiviteit in de verdeling van de levenskansen; een rechtssociologische beschouwing (Oratie Universiteit Nijmegen, 1973). ISBN 90-237-6238-X
- C.J.M. Schuyt: Recht, orde en burgerlijke ongehoorzaamheid. Proefschrift Leiden, 1972. ISBN 90-237-6226-6